# NGC 7191
NGC 7191 é uma galáxia espiral barrada (SBc) localizada na direcção da constelação de Indus. Possui uma declinação de -64° 38' 01" e uma ascensão recta de 22 horas, 06 minutos e 51,2 segundos.
A galáxia NGC 7191 foi descoberta em 22 de Junho de 1835 por John Herschel.